# Haverlah
Haverlah település Németországban, azon belül Alsó-Szászország tartományban. Lakosainak száma 1583 fő (2023. december 31.). Haverlah Sehlde és Heere községekkel határos.

## Népesség
A település népességének változása:
| Lakosok száma | 1605 | 1624 | 1636 | 1634 | 1572 | 1567 | 1583 |
|               | 2015 | 2016 | 2017 | 2019 | 2021 | 2022 | 2023 |